# کالر ایر
کالر ایر (انگلیسی: Color Air) شرکت هواپیمایی نروژی است، که در سال ۱۹۹۸ تأسیس شد.